# 姚景远
姚景远（1958年6月14日—），出生于辽宁省盘锦市，辽宁营口大洼人，中国前举重运动员。

## 主要成绩
在1984年夏季奥林匹克运动会中，姚景远以总成绩320公斤破世界纪录，获得男子举重67.5公斤级冠军。